# منتخب إستونيا لهوكي الجليد
منتخب أستونيا الوطني لهوكي الجليد هو منتخب وطني يمثل أستونيا في منافسات هوكي الجليد الدولية، بدأ منافساته في سنة 1937، نافس في بطولة العالم لهوكي الجليد 25 مرة، يحتل حالياً التصنيف السادس والعشرين على العالم.